# 反营养物质

植酸是一種抗營養因子，他會干擾人體對食物中礦物質的吸收。

反營養物質又稱抗營養因子或抗營養素，是天然或者人工合成的化合物，他們可以干擾或妨礙人體對營養素的吸收。營養學研究主要關注在食物和飲品中常見的反營養物質。天然的抗營養因子為植物代謝所產生，因自保所演化出不同機制對動物產生抗營養作用。依耐熱程度可以分為兩大類，分別為熱穩定抗營養因子 (如皂素等) 和熱不穩定抗營養因子 (如蛋白酶抑制因子及凝集素等)。

## 舉例
- 蛋白酶抑制劑可以抑制消化道的胰蛋白酶、胃蛋白酶和其它蛋白酶的作用，從而抑制蛋白質的消化和吸收。在豆科植物、花生、果實類塊根和塊莖中較為常見，例如：大豆中的鮑-伯胰蛋白酶抑制劑（英语：Bowman–Birk_protease_inhibitor）[4]。一些蛋白質如在蘋果中發現的胰蛋白酶抑制劑（英语：trypsin inhibitor）和凝集素也可以成為反營養物質[5]。這些酶抑制劑可干擾消化並影響營養吸收。

- 脂酶抑制劑會干擾一些酶，如人類胰腺脂肪酶（英语：human pancreatic lipase），而人胰腺脂肪酶可催化包括脂肪在内的一些脂質水解，例如：抗肥胖藥奥利司他，它使一定比例的脂肪通過消化道時不被消化[6]。

- 澱粉酶抑制劑可以抑制一些酶的作用，這些酶通過破壞澱粉和其他複合碳水化合物的糖苷键使單糖不能被釋放、不能被生物體吸收。澱粉酶抑制劑，和脂肪酶抑制劑類似，被用於輔助飲食和肥胖症治療。澱粉酶抑制劑存在於多種豆類中，市售澱粉酶抑制劑是從白芸豆中提取的[7]。

- 植酸 (肌醇六磷酸) 常見於堅果、種子和穀物的外殼中。植酸與鈣、鎂、鐵、銅、鋅這些礦物質的親和力很高。在腸道中，二者結合後礦物質會沉澱，使其不能被吸收[8][9]。植酸可與內源性澱粉酶、蛋白酶及脂肪酶結合而降低他們的活性[3]。

- 草酸和草酸鹽存在於很多植物特别是菠菜類植物中。草酸鹽通過和鈣結合阻止人體對鈣的吸收。

- 硫代葡萄糖甙可以阻止碘的吸收，從而影響甲狀腺的功能，因此被稱作甲狀腺腫大劑（英语：goitrogen）[10]。人們發現花椰菜和甘藍等含有此物。

- 皂苷又稱為皂素，由醣基和配醣基結合的複雜水溶性物質，會降低蛋白質銷率效率及膽固醇代謝等，一會與細胞膜結合，進而影響細胞的通透性，抑制營養傳輸[3]。
- 凝集素是一種會與腸道上皮細胞表面醣分子結合的醣蛋白複合物，進而干擾腸道的營養吸收[11]。
- 黄酮類化合物是一組多酚類化合物，包括丹寧酸[12]。這些化合物和鐵，鋅等金屬螯合，從而減少這些金屬的吸收，不過它們也可以抑制消化酶，使蛋白質沉澱。
- 攝取過量所需營養物質也可以導致生物體發生抗營養作用。攝取過量的纖維素會減少食物通過腸道所需时間，導致生物體不能吸收其他營養物質。因為鈣，鐵，鋅和鎂在腸道中共用轉運體，所以其中一種礦物質大量消耗會使轉運體系飽和，從而減少其他礦物質的轉運[13]。

## 含量
人們發現，因為各種原因，反營養物質在幾乎所有食物中都有一定含量。然而，在現代農作物中其含量有所下降，很可能是因為這些農作物被馴化了。現在，我們有可能利用基因工程技術来完全清除反營養物質；但是因為這些化合物可能對生物體也有益處，所以這種基因修飾手段雖然可以使食物更有營養，卻不能提高人們的健康。
許多傳統的食物烹飪方式如發酵、烹飪以及麥粒發芽通過減少像植酸、多酚、草酸這樣一些反營養物質來增加植物食品的營養。在以穀物和豆類為主食的社會，這些食物加工方法被人們廣泛使用。 一個重要例子就是通過發酵木薯來製作木薯粉：發酵使木薯中的毒素和反營養物質都減少了。

## 相關
- 抗代謝物

## 拓展阅读
- Shahidi, Fereidoon. . 俄亥俄州哥伦布: American Chemical Society. 1997. ISBN 0-8412-3498-1.